# Соціальна бажаність
Соціа́льна ба́жаність (англ. social desirability bias ‘упередженість [внаслідок] суспільної бажаності’) — схильність або установка представляти себе з найбільш вигідної для себе сторони, тенденція відповідати на питання згідно з соціальними нормами.
Ефект соціальної бажаності або соціально бажаний ефект — феномен, за якого суб’єкт підсвідомо намагається відповідати очікуванням дослідників (як вважає суб’єкт).

## Суперечливість поняття
Феномен соціальної бажаності активно досліджується з середини XX ст.. Вперше його описав Ален Л. Едвардс, який назвав цей феномен «ефектом фасаду», гадаючи, що людина завжди більшою або меншою мірою бажає здаватися краще, ніж є насправді, отже він розглядав соціальну бажаність як прагнення відповідати ідеальним зразкам, що прийняті у суспільстві. Едвардс наголошував, що соціальна бажаність орієнтована на взірці, які відносно рідко трапляються у житті, але прагнуть до них, чи принаймні демонструють таке прагнення, багато хто.
В галузі психологічного тестування поняття соціальної бажаності протягом тривалого часу було предметом запеклих дискусій. Зокрема, спірними питаннями були визначення соціальної бажаності, її розповсюдження, проблем, які вона детермінує в інтерпретації психологічних тестів і методів її контролю.
В різні часи поняття соціальної бажаності визначалося по-різному:
- як тяжіння до культурно-санкціонованих і одобрюваних відповідей;
- як тенденція відповідати соціально бажано на твердження, пропоновані для характеристики себе;
- як схильність описувати себе за допомогою термінів, що розцінюються людиною як бажані;
- як схильність представляти себе у найсприятливішому вигляді.

У всіх визначеннях акцентується певний стиль реагування безвідносно до специфічного змісту особистісної характеристики, яку повинен вимірювати психологічний тест. Звідси, потенційна проблема психологічного тесту полягає в тому, чи являє отриманий за тестом високий бал дійсно високу оцінку вимірюваної тестом характеристики, чи більшою мірою тенденцію представляти себе з більш вигідних позицій.

## Особливості
Сучасні дослідники розглядають соціальну бажаність не лише як артефакт, але також як компонент індивідуальності людини, як риси, що сприяють соціальній успішності, а також як відбиття реальної альтруїстичної тенденції у поведінці людини.
Згідно усталених поглядів на феномен соціальної бажаності, існує два аспекти цього явища: перший стосується особистості та її впевненості у власних можливостях, другий пов’язаний з орієнтацією на інших і може відображати міжособову чутливість, або свідомий намір контролювати враження, яке складається у рецепієнта. Індивідуальні тести, які передбачають оцінку соціальної бажаності, можуть вимірювати будь-який один або й обидва ці аспекти.
Соціальна бажаність актуалізується при переході у нову соціальну ситуацію і сприяє налагодженню у ній відносин особистості зі значущими учасниками.
Рівень схильності до спотворення інформації для здобуття соціального схвалення у юнацькому віці знижується в процесі становлення особистості. Схильність до надання соціально-схвальних відповідей корелює з певними особистісними характеристиками у психологічному статусі індивіда.
«Віртуальне “Я”» (тобто «Я», використовуване у телекомунікації) розкутіше, епатажніше і має менший рівень соціальної бажаності у віртуальній самопрезентації порівняно з реальним «Я», і тим більше, ідеальним «Я». Відповіді у телефонних опитування мають вищий рівень соціальної бажаності порівняно з онлайн-опитуваннями.

## Соціально бажані відповіді
Соціально бажані (або схвальні) відповіді (англ. socially desirable responding ‘соціально бажане відповідання’) — відповіді на питання психологічних тестувань чи соціологічних опитувань, свідомо або несвідомо спотворювані респондентом внаслідок схильності людей подавати себе у вигіднішому світлі.

## Подолання впливу соціальної бажаності
Соціальна бажаність — найважливіше джерело зниження достовірностіпсиходіагностичних методик. Зменшенню ефекту соціальної бажаності сприяє правильне пред’явлення методики і попередня бесіда психолога з досліджуваним, спрямована на зменшення недовіри і потайливості (ознайомлення з правилами професійної етики психолога, роз’яснення мети дослідження і планів використання результатів тощо).
Також для подолання впливу соціальної бажаності на результати тестів використовуються наступні методи:
1. Використання у тесті формату вимушеного вибору відповідей, разом з цим варіанти відповідей на будь-який пункт мають бути тотожніми з позиції соціальної бажаностї.
2. Відбір тестових пунктів, які більшою мірою репрезентують психологічне поняття інтереса, ніж соціальна бажаність.
3. Розробка особливих тестових інструкцій для зменшення імовірності відповідей респондентів, зумовлений соціальною бажаністю, наприклад, можна підкреслити анонімність дослідження.
4. Статистичне виключення впливу соціальної бажаності з тестових показників на етапі обробки відповідей. Для цього у тест додається спеціальна 'шкала соціальної бажаності (шкала достовірності), оцінки якої згодом використовуються для корекції показника за досліджуваною психологічною характеристикою.

### Шкала достовірності
Задля діагностування схильності давати соціально бажані відповіді у опитувальники додадається шкала достовірності (або шкала брехні) — низка питань, що мають відповідати двом вимогам:
- змальована у питанні ситуація повинна бути достатньо типовою для більшості досліджуваних;
- опитуваному має бути соромно, або, принаймні, ніяково, незручно, зізнаватися в тому, що він вчиняє саме у такий спосіб, порушуючи правила поведінки та моральні норми, прийняті в суспільстві.

Наприклад, шкала брехні в Особистісному опитувальнику Айзенка для підлітків містить такі пункти:
- Ти коли-небудь говорив неправду?
- Ти завжди виконуєш те, що тобі наказують дорослі?
- Чи було таке, що ти колись неввічливо розмовляв з батьками?

Якщо в результатах тесту цей показник досягає певного значення, то це свідчить про нещирість опитуваного.